# 충현고등학교
충현고등학교(忠賢高等學校)는 대한민국 경기도 광명시 소하동에 있는 공립 고등학교이다.

## 학교 연혁
- 1997년 1월 14일 : 36학급 설립인가
- 1997년 3월 1일 : 초대 이봉규 교장 취임
- 1997년 3월 5일 : 제1회 입학식
- 2000년 2월 10일 : 제1회 졸업식(340명)
- 2008년 3월 13일 : 충현관 개관
- 2009년 3월 2일 : 교과특기자 육성교 지정(뮤지컬)
- 2010년 3월 1일 : 자율형 공립고등학교 지정
- 2010년 6월 1일 : 예술중점학교 지정
- 2016년 3월 1일 : 자율형 공립고등학교 재지정
- 2021년 7월 22일 : AI-SW 융합 교과특성화학교 지정(추가)
- 2022년 12월 22일 : 제24회 졸업식(261명, 누계 7,518명)
- 2023년 3월 2일 : 제27회 입학식(272명)
- 2023년 9월 1일 : 제9대 권태화 교장 취임

## 참고 자료
- 충현고등학교 - 한국교육학술정보원 학교알리미